# Andreas Delp
Andreas Delp (* 17. Mai 1964 in Lübeck) ist ein Brigadegeneral der Luftwaffe der Bundeswehr, der seit Januar 2023 im Territorialen Führungskommando der Bundeswehr in Berlin verwendet wird.

## Militärische Laufbahn

### Ausbildung und erste Verwendungen
Delp trat nach dem Abitur 1983 am 1. Juli 1983 in die Bundeswehr ein und wurde bis 1984 in Fürstenfeldbruck zum Offizier ausgebildet. Von 1984 bis 1988 studierte er Elektrotechnik an der Universität der Bundeswehr Hamburg, das er als Diplom-Ingenieur abschloss. Von 1988 bis 1991 war er Feuerleitoffizier im Flugabwehrraketenbataillon 39 in Eckernförde und anschließend bis 1996 stellvertretender Staffelchef und Gruppeneinsatzoffizier in der Flugabwehrraketengruppe 38 in Burbach.

### Dienst als Stabsoffizier
Delp absolvierte von 1996 bis 1998 im 41. Generalstabslehrgang Luftwaffe an der Führungsakademie der Bundeswehr in Hamburg die Ausbildung zum Offizier im Generalstabsdienst. Es folgten Verwendungen als Staffelchef der Flugabwehrraketengruppe 39 in Leck von 1998 bis 1999, als Referent im Planungsstab des Bundespräsidialamtes von 1999 bis 2001, als Dezernent für konzeptionelle Grundlagen der Luftverteidigung im Luftwaffenführungskommando in Köln von 2001 bis 2003, als stellvertretender Referatsleiter im Führungsstab der Luftwaffe im Bundesministerium der Verteidigung von 2003 bis 2004 und als Referent bei SACEUR in Mons in Belgien von 2004 bis 2007. Von 2007 bis 2010 war er Kommodore Flugabwehrraketengeschwader 2 in Bad Sülze und dabei 2008 stellvertretender Kontingentführer und stellvertretender Chef des Stabes im Regionalkommando Nord der International Security Assistance Force in Masar-e Scharif in Afghanistan. Von 2010 bis 2011 war er International Fellow am National War College in Washington, D.C. in den Vereinigten Staaten, wo er den Abschluss eines Master of Science in National Security Strategy erlangte. 2011 war er Koordinator der Projektgruppe Neuordnung Streitkräfte im Bundesministerium der Verteidigung und von 2011 bis 2012 Dezernatsleiter beim Deutschen Militärischen Vertreter im Militärausschuss der NATO und der EU in Brüssel.

### Dienst als General
Zum 1. Mai 2013 trat Delp die Nachfolge des in den Ruhestand versetzten Erich Vad an und wurde Gruppenleiter 22 (Bundesministerin der Verteidigung, Bundessicherheitsrat) im Bundeskanzleramt. Die Gruppe trägt heute die Bezeichnung 23. Mit diesem Dienstposten war die Beförderung vom Oberst zum Brigadegeneral verbunden. Zum 1. Mai 2018 übergab er den Dienstposten an Axel Deertz und wurde Senior National Representative und Leiter des Deutschen Verbindungskommandos beim United States Central Command und United States Special Operations Command in Tampa (Florida). Zum 1. Oktober 2020 übergab er diesen Dienstposten an Brigadegeneral Martin Hein und wurde danach im Kommando Luftwaffe in Köln als Beauftragter Führungsfähigkeit der Luftwaffe eingesetzt. Seit Januar 2023 ist er im Territorialen Führungskommando der Bundeswehr in Berlin Beauftragter Quadriga.

## Privates
Delp ist verheiratet und hat zwei Kinder.

## Auszeichnungen
- Ehrenkreuze der Bundeswehr in Silber und Gold
- NATO-Medaille ISAF
- Einsatzmedaille der Bundeswehr ISAF
- Meritorious Service Medal der US Armed Forces